# Venus Robot
A Venus Robot a Volkova Sisters zenekar első középlemeze. 2011-ben jelent meg. A lemez elkészítésében közreműködött Berger Dalma, Sándor Dániel, Kovács Gergely, Porteleki Áron és Frenk.
Az albumról három énekhez videóklip is készült. A World Without Delight videóklipje a sivatagban készült egy kamera és egy laptop segítségével.

## Számlista
| 1.                     | The Last Song of The Dying Fly | 4:50 |
| 2.                     | Sunrise                        | 7:00 |
| 3.                     | World Without Delight          | 5:24 |
| 4.                     | Black Mountain                 | 4:04 |
| 5.                     | I Could Have Known             | 3:09 |
| 6.                     | Dancing Around The Fire        | 5:14 |
| Teljes játékidő: 29:41 |                                |      |

## Videóklipek
| Év   | Videó                      | Készítették                  |
| ---- | -------------------------- | ---------------------------- |
| 2011 | Last song of the dying fly | - Rév Marcell & Berger Dalma |
| 2011 | World Without Delight      | - Volkova Sisters            |
| 2011 | Black Mountain             | - David Lovas                |

## Külső hivatkozások
- Volkova Sisters
- Bandcamp
- Hivatalos honlap
- http://langologitarok.blog.hu/2011/03/28/a_volkova_sisters_amerikaban